# Назаревский, Александр Владимирович
Александр Владимирович Назаревский (1876 — после 1919) — российский искусствовед, приват-доцент историко-фиолологического факультета Московского университета, старший хранитель, учёный секретарь (?—1916) Музея изящных искусств имени императора Александра III. Ученик Ивана Владимировича Цветаева.

## Биография
Родился в 1876 году.
В 1904 году окончил историко-филологический факультет Московского университета и затем провёл пять лет за границей, где слушал лекции по искусству в Мюнхене, Берлине и Лондоне. Вернувшись в 1910 году в Россию, он был назначен хранителем создающегося в Москве Музея изящных искусств. Назаревский был прекрасно осведомлён в новейших по тем временам тенденциях европейского искусствознания, был одним из первых представителей школы чистого вольфианства, модной тогда в Москве.
Будучи учеником и доверенным лицом И. В. Цветаева, Назаревский часто посещал дом семьи Цветаевых в Трёхпрудном переулке, 8, оставив о себе яркие воспоминания у Марины и Анастасии.

Он как-то подходил к нашему дому, вошел, как домой, в его затаённую сказочность. Хоть и говорил обычно с папой о раскопках на Крите или же об экспозиции зал и о музейском хозяйстве, рабочих и о текущих делах... Назаревский часто бывал у нас, к нам с Мариной был очень внимателен. Папа не мог нахвалиться им — за эрудицию, разностороннее образование и неутомимость. У нас он сделался своим человеком, был бодрым и преданным помощником папы. Огромный, полный, с окладистой бородой, в которой уж сверкало серебро. Лицо его казалось неестественно большим, глаза навыкате, и весь он был точно увеличенный в лупу, — Анастасия Цветаева.
В 1910—1912 годах в экспозиционных залах будущего Музея Б. А. Тураев, В. К. Мальмберг и  А. В. Назаревский читали публичные лекции. Назаревский был блестящим оратором, его занятия пользовались популярностью у публики. В 1910 году одной из его слушательниц была скульптор Анна Голубкина и в 1911 году она создала несколько портретов А. В. Назаревского, которые сегодня входят в собрания музеев России: Государственный Русский музей, Третьяковскую галерею и Иркутский областной художественный музей имени В. П. Сукачёва.
Как отмечала О. В. Киприянова:

Голубкина выполнила свой замысел: она сделала характерную, умную, сильную голову. Но изумительная психологическая сила её таланта помогла ей раскрыть в портрете Назаревского те глубоко отрицательные черты, о которых она, казалось бы, не должна была подозревать, зная его только как превосходного лектора и учёного. Однако в личной жизни Назаревского черты эти выступали с непреодолимой силой: эгоизм, самодурство, чувственность и до самолюбования доходившее довольство собой…

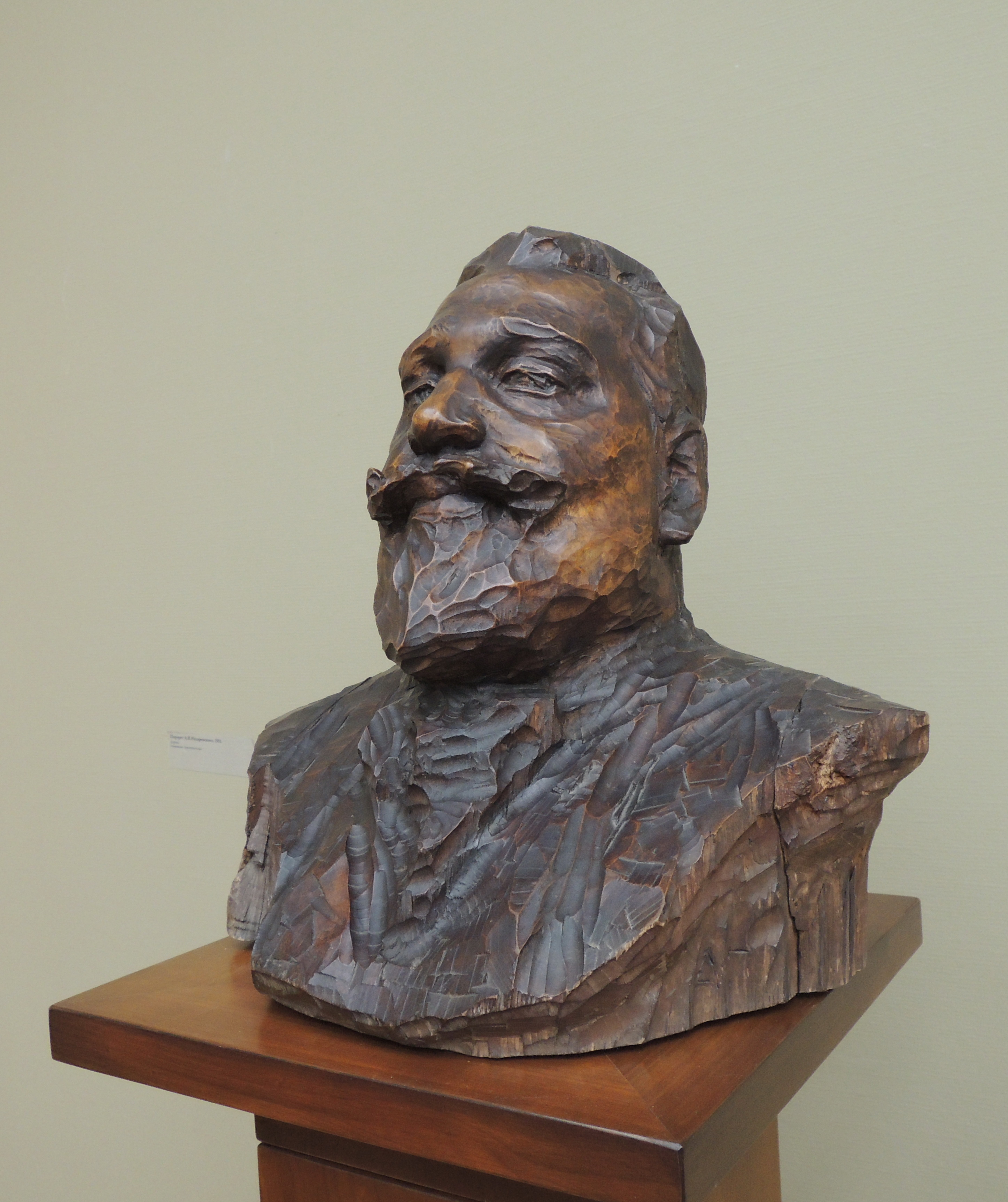
Портрет А. В. Назаревского. Скульптор А. Голубкина, 1911.

Примечательно, что первая персональная выставка Анны Голубкиной «В пользу раненых» открылась в декабре 1914 года именно в залах Музея изящных искусств. На ней экспонировался и бюст А. В. Назаревского.
В апреле 1911 года Назаревскому было поручено поехать за коллекцией В. С. Голенищева в Санкт-Петербург.
И. В. Цветаев в письме Ю. С. Нечаеву—Мальцеву писал из Москвы 4 апреля 1911 года:

 Получил командировку в Петербург энергичный, здоровый, полный сил Назаревский… В подмогу ему послан один из наших служителей, прежний кавалерист, человек расторопный и очень толковый… голенищевская кладь перевозится ныне из Эрмитажа преображенцами до Николаевского вокзала, и в полночь Назаревский со служителем садятся в товарно-пассажирский поезд, который через 2 ночи и день … привезёт кладь и их в Москву. 224 ящика весят свыше 1300 пудов.
После открытия Музея в 1912 году наплыв в него был колоссальный. Коллектив был небольшой, поэтому на первых порах при входе в музей первые объяснения посетителям давали его непосредственные организаторы: И. В. Цветаев, В. К. Мальмберг, Б. А. Тураев, Н. А. Щербаков, и А. В. Назаревский.
В декабре 1916 года в результате ревизии, выявившей растрату денежных средств музея, Назаревский и заведующий хозяйственной частью музея Киприани по распоряжению министра народного просвещения были уволены. Дела о них были переданы в прокурорский надзор. В связи с этим происшествием Назаревский был устранён на время суда из приват-доцентов Московского университета. Внёс 12 тысяч рублей на покрытие произведённой им растраты.
В 1918 году находился в Бутырской тюрьме, где разделял тяготы заключения в одной камере с профессором А. И. Соболевским,  А. Б. Нейдгардтом и подпоручиком Д. А. Сидоровым, написавшим впоследствии воспоминания об этом эпизоде своей жизни.

Режим царил суровый. В дверях был поставлен пулемёт, предупредительно направленный на нас. Латыши были всюду. Они не отставали от нас даже в туалете.

— Думал ли я, — говорил, улыбаясь, приват–доцент Назаревский, — что доживу до такого почёта, когда даже до известного места меня будут сопровождать два красногвардейца?
Дальнейшая судьба неизвестна.
В 1924 году книги из библиотеки А. В. Назаревского вошли в собрание научной библиотеки Музея изящных искусств.

## Семья
Жена — Ольга Васильевна (1877—1960), урождённая Шумаровская, во втором браке — Киприянова (муж — Киприянов Сергей Павлинович (1874(5)—1932), юрист, смотритель здания и делопроизводитель музея с 1909 г.; заведующий библиотекой и хозяйственной частью с 1912 по 1916 год. Дочь Мария (1920—?) ).

Дети: сын Трифон и дочь Людмила (1905—?). Внук — Иван Анатольевич Передельский (сын известного советского радиобиолога Анатолия Александровича Передельского).

Братья: Владимир Назаревский (1870—1919), профессор, преподаватель истории в Катковском лицее, председатель Московского цензурного комитета в 1895—1909 годах, руководитель издательства книг по русской истории. Борис Назаревский (?—не ранее 1917), литератор (псевд. Бэн) и общественный деятель, активный участник право-монархического движения в Москве.

#### Родословная жены
Отец: Василий Александрович Шумаровский. Дед: Александр Шумаровский, дядя: Владимир Александрович (ок. 1843—?) (жена Софья Александровна).
Мать: Екатерина Фёдоровна Шидловская (12.05.1855—?). 

Дед: Фёдор Васильевич Шидловский (1818—1897), воспитывался в Дворянском полку и в 1-м Московском кадетском корпусе, штабс-капитан, владел 582 десятинами земли в Ефремовскогом уезде, почетный мировой судья этого уезда в 1868, 1872, 1876 годах, мировой посредник уезда — 1868, гласный Тульского губернского земского собрания (1868), гласный Ефремовского уездного земского собрания (1868). Тётя: Елизавета Фёдоровна (в замужестве Захарьева), дяди: Александр Фёдорович и Дмитрий Фёдорович (1956—1917). Прадед: Василий Филиппович Шидловский (1786—1848), чиновник (10 класс) Военного ведомства.

## Избранные труды
- Назаревский А. В. Пейзаж и папа Пий II [Текст] [Б. м.] : [б. и.], [19--]. Отт. из: Сборник в честь проф. В. К. Мальмберга. — С. 95—103.
- Назаревский А. В. Из воспоминаний об И. В. Цветаеве // И. В. Цветаев создаёт музей. — М.: Галарт, 1995.
- Новое в Музее Александра III (Беседа с А. В. Назаревским) // «Голос Москвы». — 1912, 22 января.